# Tzoumérka-du-Nord
Tzoumérka-du-Nord (en grec : Βόρεια Τζουμέρκα) est un dème situé dans la périphérie d'Épire en Grèce. Le dème actuel est issu de la fusion en 2010 entre les dèmes de Kalarrýtes, de Katsanochória, de Matsoúki, de Prámanda, de Syrráko, des Tzoumerka et de Vathýpedo.